# Die Five Tops
Die Five Tops was een Duitse band, bestaande uit Günter Kallmann, Bernd Golonski, Sigurd Hilke en Karl-Heinz Welbers. De band werd geformeerd in 1964 door Leo Leandros, de vader van Vicky Leandros, en bleef bestaan tot 1968. Hun grootste hit was het Duitstalige nummer Rag Doll, dat een vierde plaats noteerde in de Duitse hitlijst.